# 越後節
越後節（えちごぶし）は、江戸時代から明治にかけての日本で流行した音楽。

## 概要
越後国の民謡から出てきて、幕末から明治中期までの日本全国で流行するまでになった音楽。題材は浄瑠璃や歌舞伎や社会事件を取り、物尽くしやもじり歌や豊作を祝う歌などが製作されてきた。瞽女などが歌うことにより日本全国に広まった。鈴木主水が越後節の代表的な歌である。だいたいは「殿さ、えー」の歌い始めから「やんれ」のはやし言葉で結ばれている。
1行の字割を3字・4字・7字としている。これは歌うときの節廻しを前提としている。小寺玉晃編『小歌志彙集』には1827年4月頃より飴を売りながら歌い歩く者によって越後節が流行したと書かれている。